# Psednos delawarei
Psednos delawarei är en fiskart som beskrevs av Chernova och Stein 2002. Psednos delawarei ingår i släktet Psednos och familjen Liparidae. Inga underarter finns listade i Catalogue of Life.